# Dörnhof (Gräfenberg)
Dörnhof ist ein Gemeindeteil der Stadt Gräfenberg im Landkreis Forchheim (Oberfranken, Bayern).

## Geografie
Die im Südwesten der Wiesentalb gelegene Einöde befindet sich etwa fünf Kilometer nordnordöstlich des Ortszentrums von Gräfenberg auf einer Höhe von 405 m ü. NHN.

## Geschichte

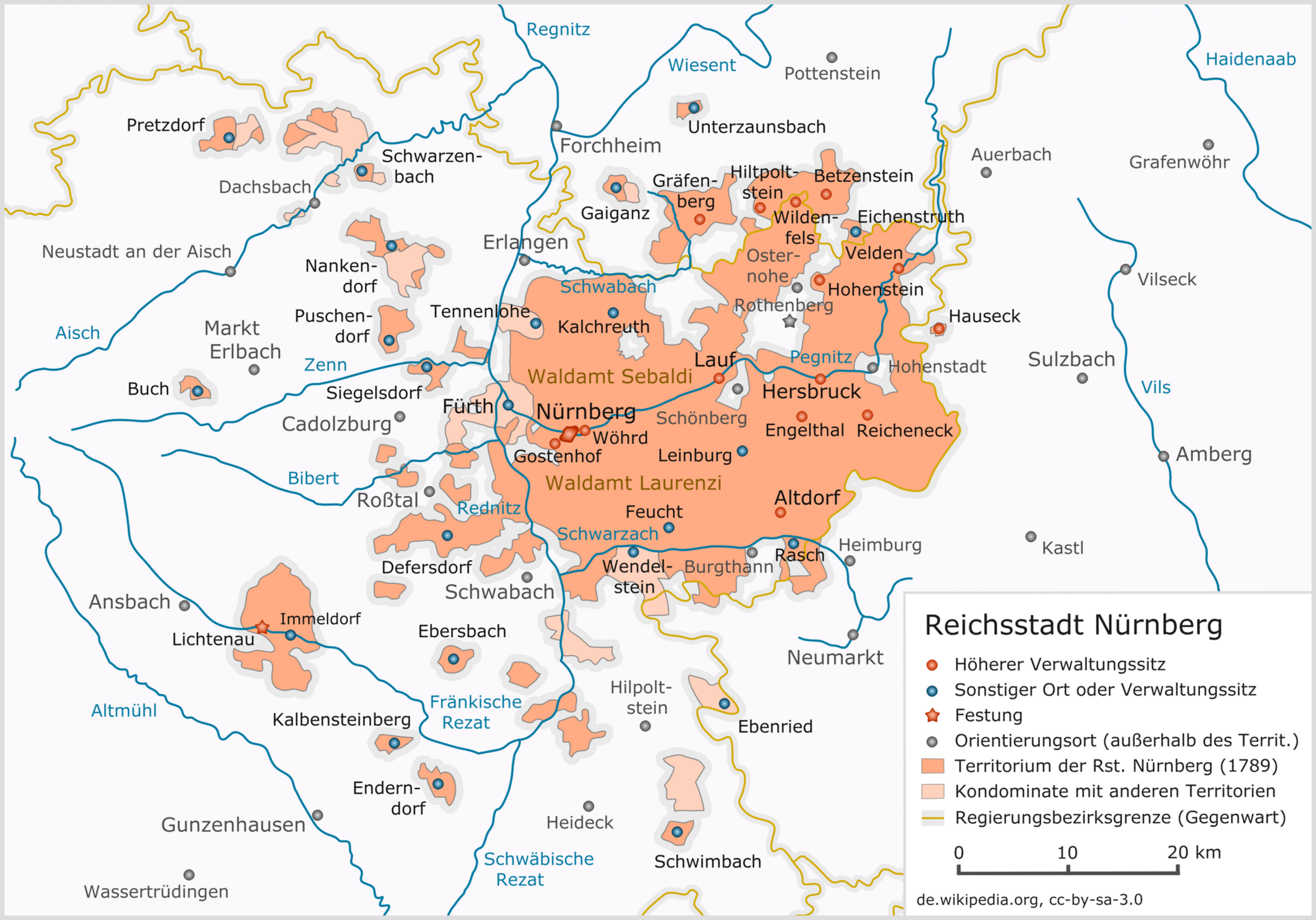
Das Landgebiet
der Reichsstadt Nürnberg

Seit dem Beginn des 16. Jahrhunderts gehörte Dörnhof zum Landgebiet der Reichsstadt Nürnberg, nachdem es dieser gelungen war, die umliegende Gegend durch ihre Teilnahme am Landshuter Erbfolgekrieg in ihren Besitz zu bringen. Die Hochgerichtsbarkeit über den Ort hatte seither das nürnbergische Pflegamt Hiltpoltstein in seiner Funktion als Fraischamt. Die Vogtei über die nur aus einem Anwesen bestehende Ortschaft wurde vom reichsstädtischen Magistrat unmittelbar ausgeübt, so dass die Einöde damit insgesamt nürnbergischer Landeshoheit unterstand. In den folgenden drei Jahrhunderten blieben diese Verhältnisse weitgehend unverändert, bis die Reichsstadt Nürnberg im Jahr 1806 unter Bruch der Reichsverfassung vom Königreich Bayern annektiert wurde. Mit dieser Übernahme wurde auch Dörnhof ein Bestandteil der während der „napoleonischen Flurbereinigung“ in Besitz genommenen neubayerischen Gebiete, was im Juli 1806 mit der Rheinischen Bundesakte nachträglich legalisiert wurde.
Durch die Verwaltungsreformen zu Beginn des 19. Jahrhunderts im Königreich Bayern wurde Dörnhof mit dem Zweiten Gemeindeedikt im Jahr 1818 Bestandteil der Ruralgemeinde Thuisbrunn. Im Zuge der Gebietsreform in Bayern wurde Dörnhof am 1. Mai 1978 in die Stadt Gräfenberg eingegliedert.

## Verkehr
Die Anbindung an das öffentliche Straßennetz wird lediglich durch einen nicht-asphaltierten Feldweg hergestellt, der aus dem Talgrund der Trubach von Haselstauden kommend, durch das Tal des Großenoher Baches an der Spiesmühle vorbei nach Großenohe führt. Von diesem Weg zweigt nach knapp 400 Metern ein weiterer Feldweg ab, der zu der etwa 200 Meter westlich gelegenen Einöde hinführt. Der nächste Bahnhof befindet sich in Pretzfeld.

## Sehenswürdigkeiten

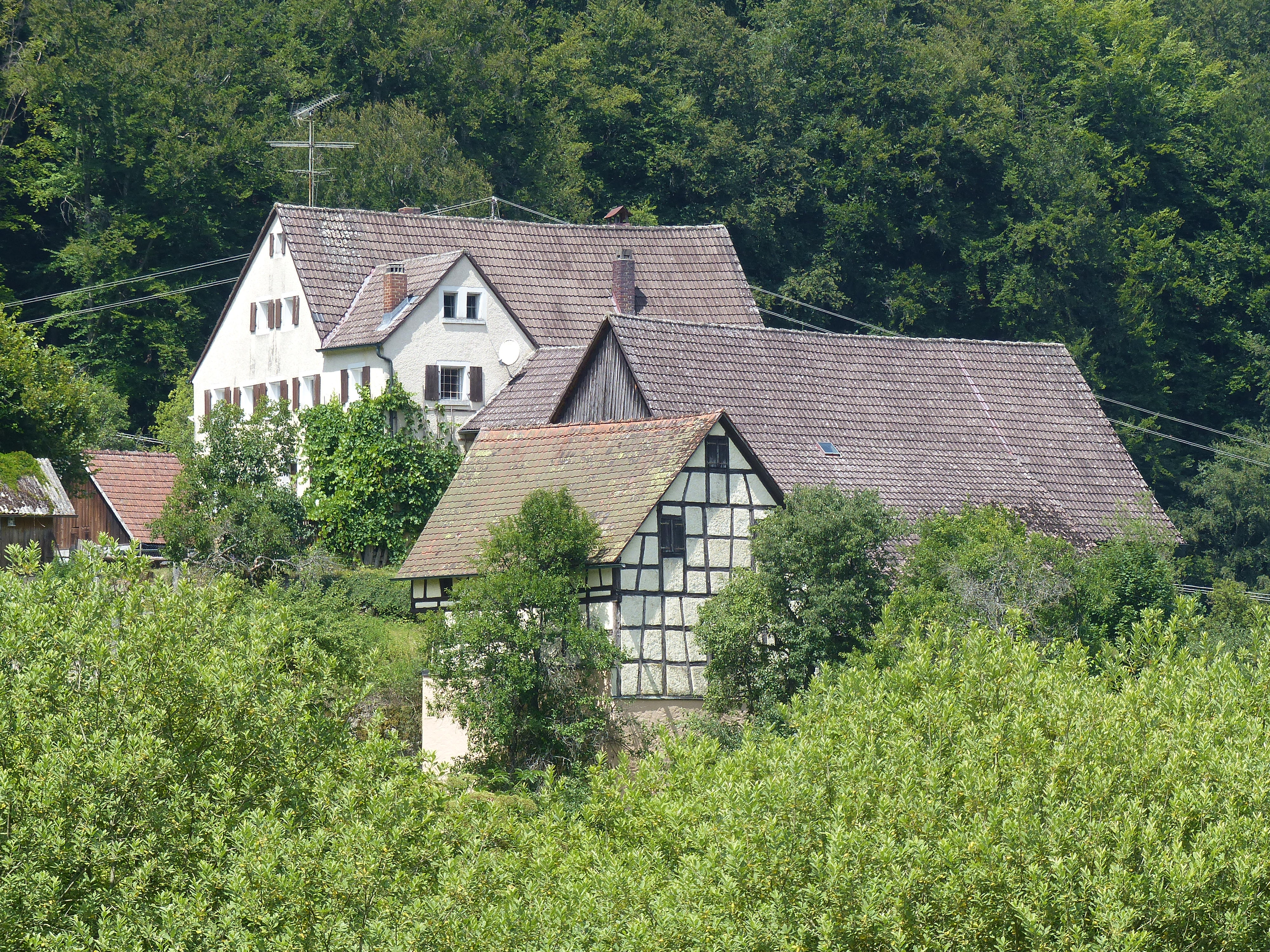
Der heutige Bauernhof und einstige Burgstall von Südosten gesehen

Als Standort eines ehemaligen mittelalterlichen Burgstalls steht das Areal des Dörnhofs unter Denkmalschutz.